# Pork and Beans
«Pork and Beans» es una canción de la banda de rock alternativo estadounidense Weezer. La canción es la tercera de su sexto álbum Weezer y fue lanzada como sencillo en formato digital el 24 de abril de 2008. Fue lanzada en formato físico el 3 de junio en Estados Unidos y el 23 de junio en Reino Unido. La canción debutó en #19 en la lista de Billboard Hot Modern Rock Tracks, el mejor debut después de "The Pretender" de Foo Fighters, ya que se posicionó en #16 en agosto de 2007.
La canción fue escrita por Rivers Cuomo como reacción de haberse reunido con Geffen Records, donde le dijeron a la banda que necesitaban grabar material más comercial. Cuomo comentó, "Salí muy enojado. Pero irónicamente, eso me inspiró para escribir otra canción". Jacknife Lee produjo la canción con la banda a principios de 2008.
El 15 de abril de 2008, KROQ se publicó una versión en vivo de la canción por primera vez a nivel mundial y las peticiones de los fanes la hicieron la canción más pedida de la noche. Según Mediabase, la canción ha sido añadida a otras estaciones de radio de rock alternativo desde el 15 de abril.
Weezer tocó una versión acústica de la canción en el episodio del 30 de mayo de 2008 de Alternative Nation en Sirius Radio.
También es descargable en el videojuego Rock Band en el DLC (Descargable List Content).

## Lista de canciones
- CD de Reino Unido / 7" de Estados Unidos (vinilo rojo)

1. "Pork and Beans" - 3:09
2. "Are “Friends” Electric?" (cover de Tubeway Army)

- 7" de Reino Unido #1

1. "Pork and Beans" - 3:09
2. "Love My Way" (cover de Psychedelic Furs)

- 7" de Reino Unido #2

1. "Pork and Beans" - 3:09
2. "Oddfellows Local 151" (cover de R.E.M.)[7]

## Videoclip
Esta canción fue considerada un himno para los geeks de 2008, pues el vídeo recopila varios clips que se hicieron virales en internet, como el vídeo guitar, Chocolate Rain de Tay Zonday o Evolution of Dance, ya que presentan cosas atractivas e interesantes para la cultura friki.